# Апостольский викариат Тукупиты
Апостольский викариат Тукупиты (лат. Vicariatus Apostolicus Tucupitensis) — апостольский викариат Римско-Католической Церкви с центром в городе Тукупита, Венесуэла. Апостольский викариат Тукупиты подчиняется непосредственно Святому Престолу.

## История
30 июля 1954 года Папа Римский Пий XII выпустил буллу «Crescit in dies», которой учредил апостольский викариат Тукупиты, выделив его из апостольского викариата Карони.

## Ординарии апостольского викариата
- епископ Архимиро Альваро Гарсиа Родригес, O.F.M.Cap.[1] (19.12.1955 — 25.11.1985);
- епископ Фелипе Гонсалес Гонсалес, O.F.M.Cap. (25.11.1985 — 26.05.2014), назначен апостольским викарием Карони.
- епископ Эрнесто Хосе Ромеро Ривас, O.F.M.Cap. (с 7 апреля 2015 года).